# Quatuor à cordes no 6 de Beethoven
Op. 18 : no 6
Pour les articles homonymes, voir Quatuor à cordes no 6.
Le Quatuor à cordes en si bémol majeur, opus 18 no 6, est le sixième des seize quatuors à cordes de Ludwig van Beethoven. Il est composé entre 1799 et 1800, publié en 1801 et dédié, avec les cinq autres quatuors de l'opus 18, au prince Joseph Franz von Lobkowitz.

## Présentation de l'œuvre

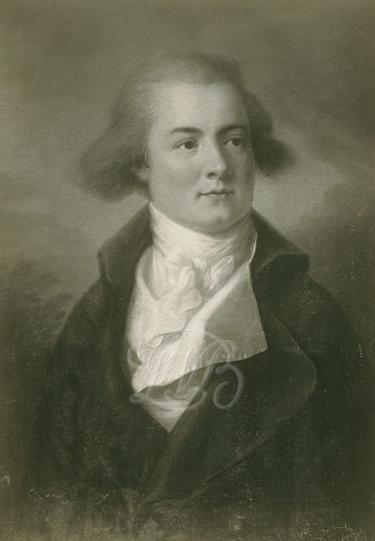
Le prince Lobkowitz

Il est chronologiquement le dernier des six premiers quatuors de Beethoven, écrits sur deux ans. L'ordre de composition de ces quatuors étant no 3, no 1, no 2, no 5, no 4, no 6,. L'ordre de publication a été voulu par Beethoven.
L'adagio pathétique du finale porte le titre « la Malinconia ». Vincent d'Indy souligne l'influence de Friedrich Rust dans ce quatuor à cordes.
L'édition originale des six quatuors de l'opus 18 est réalisée à Vienne par Tranquillo Mollo, en deux livraisons, juin et octobre 1801. Le titre est en français : « Six Quatuors pour deux violons, Alto et Violoncelle composés et dédiés a son Altesse Monseigneur le prince régnant de Lobkowitz par Louis van Beethoven ».
Il comporte quatre mouvements :
1. Allegro con brio, à , en si bémol majeur
2. Adagio, ma non troppo, à 
, en mi bémol majeur
3. Scherzo. Allegro, à 
, en si bémol majeur
4. Adagio « la Malinconia », à 
 — Allegretto quasi Allegro, à 
, en si bémol majeur

Sa durée d’exécution est d'environ 24 minutes.

## Repères discographiques
- Quatuor Busch, 1942 (Sony)[8]
- Quatuor Hongrois, 1953 (EMI)[9]
- Quatuor Végh, 1974 (Auvidis-Valois)[10]
- Quatuor Alban Berg, 1979 (EMI)[11],[12]
- Quatuor Belcea, 2004 (Decca)[13]
- Quatuor de Tokyo, 2009 (Harmonia Mundi)
- Quatuor Artemis, 2011 (Virgin Classics)[14]
- Quatuor Belcea, 2012 (Zig-Zag Territoires)[15]
- Quatuor Terpsycordes, 2013 (Ambronay)[16]
- Quatuor Ébène, 2020 (Erato), enregistrement en concert à São Paulo(18 septembre 2019)

## Évocations
Dans le sketch "Les forçats de la nuit" diffusé dans l'émission Un égale trois (1964), Jean Yanne et Paul Mercey interprètent deux camionneurs qui dissertent savamment sur le quatuor après avoir entendu l'allegro diffusé à la radio. Ils comparent ensuite les interprétations de différents organistes sur le choral "Jésus que ma joie demeure" de Bach, parlent des œuvres de Marcel Dupré et lisent un passage de Clio de  Charles Péguy.